# Lucius Aurelius Cotta (consul en -144)
Pour les articles homonymes, voir Lucius Aurelius Cotta et Aurelius Cotta.
Lucius Aurelius Cotta est un consul romain. En 154 av. J.-C., il est Tribun militaire. En 144 av. J.-C., il devient Consul.
Il est accusé par les Scipion d'avoir commis une extorsion entre 132 et 129 av. J.-C. Bien que coupable, il est acquitté,,.